# 教宗方济各葬礼贵宾名单
教宗方济各的葬礼于2025年4月26日举行。联合国的193个成员国里有114个国家派人出席，非联合国成员的中华民国、科索沃和巴勒斯坦亦派人参加。共有60位国家元首、35位国家元首代表和30位政府首脑出席。

出席方济各葬礼的国家。

## 各国及地区

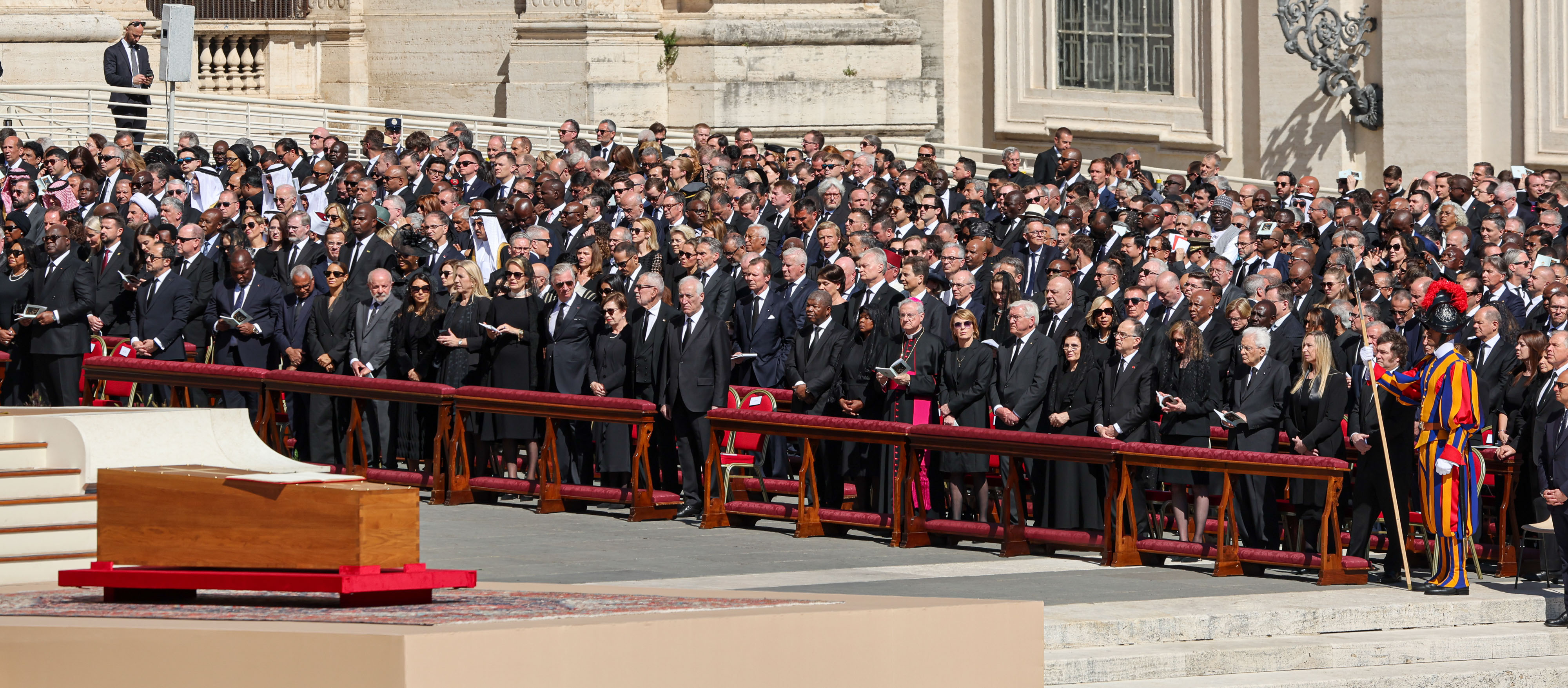
部分国家领导人照片

### 国家元首
- 阿尔巴尼亚总统巴伊拉姆·贝加伊和第一夫人阿曼达·贝加伊（英语：Armanda Begaj）[1][2]
- 安道爾大公暨天主教烏格爾教區采邑主教霍安·恩里克·比韦斯-西西利亚[3]
- 安哥拉总统若昂·洛伦索和第一夫人安娜·洛伦索（英语：Ana Dias Lourenço）[4][1]
- 阿根廷总统哈维尔·米莱[5]
- 亚美尼亚总统瓦哈根·哈恰图良[6][7]
- 奥地利总统亚历山大·范德贝伦和第一夫人多丽丝·施米德鲍尔（英语：Doris Schmidauer）[8]
- 比利时国王菲利普和王后玛蒂尔德[9]
- 波斯尼亚和黑塞哥维那主席团主席热莉卡·茨维亚诺维奇和成员戴尼斯·贝契罗维奇[10][11]
- 巴西总统路易斯·伊纳西奥·卢拉·达席尔瓦和第一夫人罗桑杰拉·达席尔瓦（英语：Rosângela Lula da Silva）[12]
- 佛得角总统若泽·马里亚·内维斯和第一夫人黛博拉·卡蒂莎·卡瓦略[1][13]
- 中非总统福斯坦-阿尔尚热·图瓦德拉[14]
- 克罗地亚总统佐兰·米拉诺维奇和第一夫人桑娅·缪希柯·米拉诺维奇（英语：Sanja Musić Milanović）[15]
- 塞浦路斯总统尼科斯·赫里斯托祖利季斯[16][已过时]
- 多米尼加总统路易斯·阿比纳德尔和第一夫人拉克尔·阿尔瓦赫·索尼（英语：Raquel Arbaje）[17]
- 刚果民主共和国总统费利克斯·齐塞克迪和第一夫人丹尼斯·尼亚凯鲁·齐塞克迪（英语：Denise Nyakéru Tshisekedi）[18]
- 厄瓜多尔总统丹尼尔·诺沃亚[19]
- 爱沙尼亚总统阿拉尔·卡里斯和第一夫人西尔杰·卡里斯（英语：Sirje Karis）[1][14][已过时]
- 芬兰总统亚历山大·斯图布[20]
- 法国总统暨安道尔大公埃马纽埃尔·马克龙和第一夫人布丽吉特·马克龙[20]
- 加蓬总统布里斯·奥利吉·恩圭马和第一夫人齐塔·尼扬格·奥利吉[1][18]
- 格鲁吉亚总统米哈伊尔·卡韦拉什维利[21]
- 德国总统弗兰克-瓦尔特·施泰因迈尔和第一夫人埃尔克·比登本德（英语：Elke Büdenbender）[22][23]
- 洪都拉斯总统希奥玛拉·卡斯特罗[24][已过时]
- 匈牙利总统舒尤克·道马什和第一夫人舒尤克·茹然瑙[1][25][26]
- 冰岛总统哈德拉·托马斯多蒂尔[27]
- 印度总统德劳帕迪·穆尔穆[20]
- 爱尔兰总统麦可·D·希金斯和第一夫人萨宾娜·科恩（英语：Sabina Higgins）[28]
- 意大利总统塞尔焦·马塔雷拉和事实上的第一夫人劳拉·马塔雷拉（英语：Laura Mattarella）[9]
- 约旦国王阿卜杜拉二世和王后拉尼娅[29]
- 肯尼亚总统威廉·鲁托[1]
- 科索沃总统维约萨·奥斯马尼和第一先生普林东·萨德鲁[30]
- 拉脱维亚总统埃德加斯·林克维奇斯[31][已过时]
- 黎巴嫩总统约瑟夫·奥恩和第一夫人内赫马特·奥恩（英语：Nehmat Aoun）[32]
- 莱索托国王莱齐耶三世[1]
- 立陶宛总统吉塔纳斯·瑙塞达和第一夫人迪亚娜·瑙塞达（英语：Diana Nausėdienė）[1][33]
- 卢森堡大公亨利和玛丽亚·特丽莎大公夫人[34][35]
- 马达加斯加总统安德里·拉乔利纳和第一夫人米娅莉·拉乔利纳（英语：Mialy Rajoelina）[1][36]
- 马耳他总统米丽娅姆·斯皮泰里·德博诺和第一先生安东尼·斯皮泰里·德博诺[37][已过时]
- 摩尔多瓦总统玛雅·桑杜[14][已过时]
- 摩纳哥亲王阿尔贝二世和夏琳亲王妃[20]
- 黑山总统亚科夫·米拉托维奇和第一夫人米莲娜·米拉托维奇[1][38]
- 莫桑比克总统丹尼尔·查波和第一夫人格塔·查波[1]
- 北马其顿总统戈尔达娜·西莉娅诺夫斯卡-达夫科娃[39][已过时]
- 菲律宾总统小费迪南德·马可斯和第一夫人路易丝·马可斯（英语：Liza Araneta Marcos）[40]
- 波兰总统安杰伊·杜达和第一夫人阿加塔·科恩豪塞尔-杜达（英语：Agata Kornhauser-Duda）[41][42]
- 葡萄牙总统马塞洛·雷贝洛·德索萨[43]
- 罗马尼亚代总统伊利·博洛揚（英语：Ilie Bolojan）[9]
- 圣马力诺执政官丹尼斯·布龙泽蒂（英语：Denise Bronzetti）和伊塔洛·里吉（英语：Italo Righi）[44]
- 塞舌尔总统瓦韦尔·拉姆卡拉旺和第一夫人琳达·拉姆卡拉旺[45]
- 塞拉利昂总统朱利叶斯·马达·比奥[1]
- 斯洛伐克总统彼得·佩莱格里尼[14][已过时]
- 斯洛文尼亚总统娜塔莎·皮尔茨·穆萨尔和第一先生阿莱什·穆萨尔[14][1][已过时]
- 马耳他骑士团大教长（英语：List of grand masters of the Knights Hospitaller）约翰·蒂莫斯·邓拉普（英语：John T. Dunlap）[46]
- 西班牙国王费利佩六世和莱蒂西亚王后[47]
- 瑞典国王卡尔十六世·古斯塔夫和希尔维亚王后[48]
- 瑞士总统卡琳·凯勒-祖特尔和第一先生摩顿·凯勒[9][1]
- 东帝汶总统若泽·拉莫斯·奥尔塔[9]
- 多哥总统福雷·纳辛贝[1]
- 乌克兰总统弗拉基米尔·泽连斯基和第一夫人叶连娜·泽连斯卡娅[49][20]
- 美国总统唐纳德·特朗普和第一夫人梅拉妮亚·特朗普[20][50]

### 国家元首代表
- 阿尔及利亚外交部长（英语：Ministry of Foreign Affairs (Algeria)）艾哈迈德·阿塔夫（英语：Ahmed Attaf）（代表总统阿卜杜勒-马吉德·特本）[51]
- 澳大利亚总督萨曼莎·莫斯廷（代表国王查尔斯三世）和总督配偶西蒙·贝克特[52]
- 巴林交通和运输大臣（英语：Ministry of Transportation (Bahrain)）谢赫阿卜杜拉·本·艾哈迈德·阿勒哈利法（阿拉伯语：محمد ثامر الكعبي）和司法、伊斯兰与宗教基金事务大臣（英语：Ministry of Justice (Bahrain)）纳瓦夫·本·穆罕默德·阿勒马乌达（阿拉伯语：نواف محمد المعاودة）（共同代表国王哈马德·本·伊萨·阿勒哈利法）[53]
- 白俄罗斯众议院主席伊戈尔·谢尔盖延科（英语：Igor Sergeenko）（代表总统亚历山大·卢卡申科）[54][55]
- 布隆迪副总统（英语：Vice President of Burundi）普洛斯·巴佐姆班扎（英语：Prosper Bazombanza）（代表总统埃瓦里斯特·恩达伊施米耶）和第二夫人玛丽·恩登甘约[1]
- 伯利兹总督芙罗拉·查拉姆（代表国王查尔斯三世）和总督配偶丹尼尔·门德斯[1]
- 喀麦隆领土管理部长阿坦加·恩吉·保罗（英语：Paul Atanga Nji）（代表总统保罗·比亚）[56]
- 加拿大总督玛丽·西蒙（代表国王查尔斯三世）和总督配偶惠特·弗雷泽（英语：Whit Fraser）[57][58]
- 乍得贸易与产业部长吉博拉·方加·马蒂厄（法语：Mathieu Guibolo Fanga）（代表总统穆罕默德·代比）[59]
- 前中華民國副總統陈建仁（代表总统赖清德）[60]
- 哥伦比亚第一夫人韦罗妮卡·阿尔科塞尔（英语：Verónica Alcocer）（代表总统古斯塔沃·佩特罗）[61][62]
- 古巴国家副主席萨尔瓦多·巴尔德斯·梅萨（代表国家主席米格尔·迪亚斯-卡内尔）[1]
- 丹麦王后玛丽（代表国王腓特烈十世）[63]
- 埃及宗教基金部长（英语：Ministry of Awqaf (Egypt)）奥萨马·爱资哈里（英语：Osama al-Azhari）（代表总统阿卜杜勒-法塔赫·塞西）[64]
- 萨尔瓦多副总统（英语：Vice President of El Salvador）费利克斯·乌略亚（英语：Félix Ulloa）（代表总统纳伊布·布克尔）和第二夫人莉莲·阿尔瓦伦戈·德乌略亚[65][66]
- 赤道几内亚第一夫人康斯坦西娅·曼格（英语：Constancia Mangue）（代表总统特奥多罗·奥比昂·恩圭马·姆巴索戈）[67]
- 斯威士兰副首相图利·德拉德拉（代表国王姆斯瓦蒂三世）[68]
- 危地马拉文化及体育部长（英语：Ministry of Culture and Sports (Guatemala)）利维·格拉吉奥索·塞拉（西班牙语：Liwy Grazioso）（代表总统贝尔纳多·阿雷瓦洛）[69]
- 前印尼总统佐科·维多多（代表总统普拉博沃·苏比延多）[70]
- 伊拉克库尔德斯坦总统内奇尔万·巴尔扎尼（英语：Nechirvan Barzani）（代表总统阿卜杜勒·拉蒂夫·拉希德）[71][72]
- 科特迪瓦国家元首高级代表吉尔伯特·科内·卡法纳（法语：Gilbert Koné Kafana）（代表总统阿拉萨内·瓦塔拉）[73]
- 列支敦斯登摄政王阿洛伊斯王储和索菲王储妃（代表亲王汉斯·亚当二世 ）[74]
- 墨西哥内政部长（英语：Secretariat of the Interior）罗莎·伊塞拉·罗德里格斯（西班牙语：Rosa Icela Rodríguez）（代表总统克劳迪娅·辛鲍姆）[75]
- 摩洛哥首相阿齐兹·阿赫努什（代表国王穆罕默德六世）[76]
- 纳米比亚国际关系与贸易部长塞尔玛·阿希帕拉-穆萨维伊（英语：Selma Ashipala-Musavyi）（代表总统内通博·南迪-恩代特瓦）[77]
- 尼日利亚参议院议长（英语：President of the Senate of Nigeria）戈德斯威尔·阿克帕比奥（英语：Godswill Akpabio） （代表总统博拉·蒂努布）[78]
- 哈康王储（代表国王哈拉尔五世）和梅特·玛丽特王储妃[79]
- 巴拿马外交部长（英语：Minister of Foreign Affairs (Panama)）錯誤：語言代碼「Javier Martínez-Acha」不存在, （代表总统何塞·劳尔·穆利诺）[80]
- 巴拉圭众议院议长（英语：Minister of Foreign Affairs (List of presidents of the Chamber of Deputies of Paraguay）劳尔·拉托雷（英语：Raúl Latorre）（代表总统圣地亚哥·培尼亚）[81]
- 秘鲁外交部长（英语：Ministry of Foreign Affairs (Peru)）埃尔梅·斯基亚莱尔（西班牙语：Elmer Schialer）（代表总统迪娜·博鲁阿尔特）[82]
- 俄罗斯文化部长奥尔加·柳比莫娃（英语：Olga Lyubimova）（代表总统弗拉基米尔·普京）[83]
- 沙特阿拉伯外交部国务大臣暨气候特使阿德尔·朱拜尔（代表国王薩勒曼·賓·阿卜杜勒-阿齊茲·阿勒沙特）[84][85]
- 韩国文化体育观光部长柳仁村（英语：Yu In-chon）（代表代总统韩悳洙）[86]
- 南苏丹外交事务与国际合作部长（英语：Ministry of Foreign Affairs and International Cooperation (South Sudan)）塞玛亚·昆巴（代表总统萨尔瓦·基尔·马亚尔迪特）[87]
- 叙利亚社会与劳工事务部长（英语：Ministry of Social and Labour Affairs (Syria)）欣德·卡巴瓦特（英语：Hind Kabawat）（代表过渡总统艾哈迈德·沙拉）[88][89]
- 坦桑尼亚副总统（英语：Vice-President of Tanzania）菲利普·姆潘戈（英语：Philip Mpango）（代表总统萨米娅·苏卢胡·哈桑）[90]
- 突尼斯外交、移民与侨民部长（英语：Ministry of Foreign Affairs (Tunisia)）穆罕默德·阿里·纳夫提（法语：Mohamed Ali Nafti）（代表总统凯斯·赛义德）[91]
- 乌干达议会议长（英语：List of speakers of the Parliament of Uganda）阿内塔·阿蒙（英语：Anita Among）（代表总统约韦里·穆塞韦尼）[92]
- 阿布扎比王储哈立德·本·穆罕默德·阿勒纳哈扬（阿拉伯语：خالد بن محمد بن زايد آل نهيان）（代表总统穆罕默德·本·扎耶德·阿勒纳哈扬）[1]
- 威尔士亲王威廉（代表国王查尔斯三世）[93]
- 乌拉圭外交部长（英语：Ministry of Foreign Relations (Uruguay)）马里奥·卢贝特金（英语：Mario Lubetkin）（代表总统亚曼杜·奥尔西）[94]
- 委内瑞拉外交部长（英语：List of ministers of foreign affairs of Venezuela）伊万·希尔（英语：Yván Gil）（代表总统尼古拉斯·马杜罗）[95]
- 赞比亚外交与国际合作部长（英语：Ministry of Foreign Affairs (Zambia)）穆兰博·汉贝（英语：Mulambo Haimbe）（代表总统哈凯恩德·希奇莱马）[96][97]
- 津巴布韦第一副总统康斯坦蒂诺·奇文加（代表总统埃默森·姆南加古瓦）[98]

### 政府首脑
- 安道尔首相哈维尔·埃斯波特·萨莫拉[3]
- 奥地利总理克里斯蒂安·施托克尔[8]
- 孟加拉國首席顧問穆罕默德·尤努斯[99]
- 比利时首相巴尔特·德韦弗[9]
- 波斯尼亚和黑塞哥维那部长会议主席博尔娅娜·克里什托[100]
- 保加利亚总理罗森·热利亚兹科夫[101]
- 克罗地亚总理安德烈·普连科维奇[15]
- 捷克总理彼得·菲亚拉和夫人亚娜·菲亚洛娃[102]
- 德国总理奥拉夫·朔尔茨[41]
  -  巴伐利亚州州长马库斯·泽德[a][103]
  -  萨尔兰州州长暨德国联邦参议院议长安克·雷林格[103][23]
- 希腊总理基里亚科斯·米佐塔基斯和夫人玛瑞瓦·格拉博夫斯基（英语：Mareva Grabowski-Mitsotakis）[104]
- 匈牙利总理欧尔班·维克托和夫人安妮科·莱瓦伊[105][106]
- 爱尔兰总理米歇尔·马丁[28]
- 意大利总理焦尔吉娅·梅洛尼[20]
- 科索沃总理阿尔宾·库尔蒂和夫人丽塔·奥格斯塔德·克努森[107]
- 卢森堡首相吕克·弗里登[34]
- 马耳他总理罗伯特·阿贝拉和夫人莉迪亚·阿贝拉[37]
- 荷兰首相迪克·斯霍夫[108]
- 新西兰总理克里斯托弗·拉克森[109]
- 巴勒斯坦总理穆罕默德·穆斯塔法[110]
- 葡萄牙总理路易斯·蒙特内格罗[43]
- 罗马尼亚总理马切尔·乔拉库[1]
- 塞尔维亚总理久罗·马楚特（英语：Đuro Macut）[111]
- 卡塔尔首相穆罕默德·本·阿卜杜勒拉赫曼·阿勒萨尼[1]
- 斯洛文尼亚总理罗伯特·戈洛布[14][已过时]
- 瑞典首相乌尔夫·克里斯特松[48]
- 英国首相基尔·斯塔默和夫人維多利亞·斯塔默[20]
  -  苏格兰首席部长约翰·斯温尼[112]
  - 北爱尔兰首席部长米歇尔·奥尼尔[113]

## 亡国王室
- 萨伏依家族：
  -  威尼斯王子埃曼努埃莱·菲利伯托[114]
  -  奥斯塔公爵及阿普利亚公爵埃莫恩王子和夫人奥尔加公主（英语：Princess Olga of Savoy-Aosta）[114]
- 波旁-两西西里家族：
  -  卡拉布里亚公爵佩德罗王子和夫人索菲亚[115]
    -  诺托公爵海梅王子和夫人夏洛特
    -  胡安王子[115]
    -  帕布罗王子[115]
    -  佩德罗·玛利亚王子[115]
    -  索菲亚·玛丽亚·布兰卡公主[115]
    -  布兰卡公租[115]
    -  玛丽亚公主[115]

  -  卡斯特罗公爵卡洛王子[114][115]
- 博尔盖塞家族拿破仑系：
  -  弗拉维奥·博尔盖塞[115]
- 波旁-帕尔马家族公爵系：
  -   帕尔马公爵卡洛斯王子[116]
  -   圣海梅公爵海梅王子[115]
- 哈布斯堡-洛林家族：
  -  奥地利的费迪南·茨沃尼米尔大公[117]

## 国际组织
- 欧洲联盟：
  - 欧盟委员会主席乌尔苏拉·冯德莱恩[118]
  - 欧盟委员会副主席兼外交与安全政策高级代表卡娅·卡拉斯[119]
  - 欧洲理事会主席安东尼奥·科斯塔[9]
  - 欧洲议会议长萝伯塔·梅措拉[9]
- 国际足球联合会主席詹尼·因凡蒂诺[120]
- 国际农业发展基金总裁阿尔瓦罗·拉里奥（英语：Alvaro Lario）
  - 副总裁杰拉尔丁·穆克希马纳（英语：Gérardine Mukeshimana）[1]
- 国际移民组织秘书长艾米·波普
- 国际劳工组织秘书长吉尔伯特·洪博（英语：Gilbert Houngbo）[1]
- 联合国秘书长安东尼奥·古特雷斯[14][已过时]
- 世界粮食计划署副执行干事卡尔·斯考[1]
- 世界卫生组织总干事（英语：Director-General of the World Health Organization）谭德塞[1]

## 宗教人士

### 天主教

#### 总主教
- 马尼拉总教区总主教若瑟·阿德文库拉（英语：Jose Advincula）枢机[b][121]
- 西班牙主教团（英语：Spanish Episcopal Conference）团长兼巴利亚多利德总教区总主教路易斯·阿圭罗[122]
- 里贾纳总教区总主教唐纳德·博伦（英语：Donald Bolen）[123]
- 马那瓜总教区总主教良保·若瑟·布雷内斯·索洛萨诺枢机[b][124]
- 南非主教团团长兼约翰内斯堡总教区总主教斯德望·布里斯林（英语：Stephen Brislin）枢机[b][125]
- 赞比亚主教团（英语：Zambia Conference of Catholic Bishops）团长兼卡萨马总教区总主教依纳爵·查马（英语：Ignatius Chama）[96][97]
- 智利的圣地亚哥总教区总主教威田南·乔马利·加里布（英语：Fernando Chomalí Garib）枢机[b][126]
  - 荣休总主教雷定·奧斯-布拉科（英语：Celestino Aós Braco）枢机[126]
- 西班牙主教团副团长兼马德里总教区总主教若瑟·科伯·卡诺（英语：José Cobo Cano）枢机[b][122]
- 澳大利亚主教团（英语：Australian Catholic Bishops' Conference）团长兼珀斯总教区总主教弟茂德·科斯特罗伊（英语：Timothy Costelloe）[127]
- 芝加哥总教区总主教布萊斯·约瑟夫·卡皮奇（英语：Blase J. Cupich）枢机[b][128]
- 惠灵顿总教区荣休总主教若望·阿彻利·迪尤枢机[b][129]
- 地拉那-都拉斯总教区总主教阿尔詹·多达伊（法语：Arjan Dodaj）[130]
- 克拉科夫总教区总主教玛尔谷·延德拉谢夫斯基（英语：Marek Jędraszewski）[131]
  - 荣休总主教斯坦尼斯瓦夫·济维齐枢机[131]
- 爱尔兰首席主教（英语：Primacy of Ireland）兼都柏林总教区总主教德莫特·法雷尔（英语：Dermot Farrell）[132]
- 华沙总教区总主教阿德里安·约瑟夫·加尔巴斯（英语：Adrian Joseph Galbas）[131]
  - 荣休总主教加西弥禄·内兹枢机[131]
- 新加坡总教区总主教吴成才枢机[b][133]
- 阿布贾总教区总主教依納爵·阿堯·凱加馬（英语：Ignatius Ayau Kaigama）[78]
- 索科托总教区总主教玛窦‧哈桑‧库卡（英语：Matthew Hassan Kukah）[78]
- 萨尔茨堡总教区总主教弗朗茨·拉克纳（英语：Franz Lackner）[23]
- 加拿大首席主教兼魁北克总教区总主教吉拉·拉克鲁瓦枢机[b][57]
- 多伦多总教区总主教法蘭克·利奧（英语：Frank Leo）枢机[b][57]
  - 荣休总主教多默·基道霍·科林斯枢机[b][57]
- 洛杉矶总教区荣休总主教罗哲·马洪尼枢机[134]
- 爱尔兰主教团（英语：Irish Catholic Bishops' Conference）团长、全爱尔兰首席主教（英语：Primacy of Ireland）兼阿马总教区总主教爱德门·马丁（英语：Eamon Martin）[132]
- 越南主教团（英语：Catholic Bishops' Conference of Vietnam）团长兼胡志明市总教区总主教阮能（英语：Joseph Nguyễn Năng）[135]
- 威斯敏斯特总教区总主教云先·尼科尔斯枢机[b][35]
- 马拉博总教区总主教胡安·恩苏·埃姜·马耶（西班牙语：Juan Nsue Edjang Mayé）[67]
- 斯库台-普尔特总教区总主教乔瓦尼·佩拉吉内（意大利语：Giovanni Peragine）[130]
- 哥打巴托总教区荣休总主教奥兰多·克韦多枢机[121]
- 圣何塞总教区总主教若瑟·拉斐尔·基罗斯·基罗斯（西班牙语：José Rafael Quirós Quirós）[136]
- 梅里达-巴达霍斯总教区总主教何塞·罗德里格斯·卡巴洛（英语：José Rodríguez Carballo）[137]
- 维也纳总教区荣休总主教克里斯托弗·舍恩博恩（英语：Christoph Schönborn）枢机[23]
- 首尔总教区荣休总主教廉洙政枢机[138]
- 尼日利亚主教团（英语：Catholic Bishops' Conference of Nigeria）团长兼奥韦里总教区总主教卢修斯·伊韦朱鲁·乌戈尔吉（英语：Lucius Iwejuru Ugorji）[78]
- 加的夫-墨涅维亚总教区总主教（英语：Archbishop of Cardiff-Menevia）马克·奥图尔（英语：Mark O'Toole (bishop)）
- 波兰主教团（英语：Polish Episcopal Conference）团长兼格但斯克总教区总主教塔德乌什·沃伊达（英语：Tadeusz Wojda）[131]

#### 主教
- 普拉森西亚教区主教埃内斯托·布罗顿·特纳（西班牙语：Ernesto Brotóns Tena）[137]
- 印尼主教团（英语：Bishops' Conference of Indonesia）团长兼万隆教区主教安多尼·苏比安托·班哲明（英语：Antonius Subianto Bunjamin）[139]
- 菲律宾主教团（英语：Catholic Bishops' Conference of the Philippines）团长兼卡洛坎教区主教保禄·维琪尔·达味（英语：Pablo Virgilio David）枢机[b][121]
- 奥波莱教区主教安德肋·恰亚（波兰语：Andrzej Czaja）[131]
- 费尔德基希教区主教本诺·埃尔布斯（德语：Benno Elbs）[23]
- 槟城教区主教巴斯弟盎·方济各（英语：Sebastian Francis）枢机[b][140]
- 西班牙主教团（英语：Spanish Episcopal Conference）秘书长兼托莱多总教区辅理主教弗朗西斯科·塞萨尔·加西亚·马甘（西班牙语：Francisco César García Magán）[122]
- 圣贝尔纳多教区主教若望·冈萨雷斯·埃拉苏里斯（英语：Juan Ignacio González Errázuriz）[126]
- 佩斯利教区主教约翰·基南（英语：John Keenan (bishop)）[112]
- 格拉茨-塞考教区主教威廉·克劳特瓦施尔（英语：Wilhelm Krautwaschl）[23]
- 汤加教区主教索恩·马菲枢机[b][141]
- 卡尔加里教区主教威廉·麦格拉坦（英语：William McGrattan）[123]
- 格利维采教区主教斯拉沃米尔·奥德（波兰语：Sławomir Oder）[131]
- 沃维奇教区主教沃伊切赫·奥西尔（波兰语：Wojciech Osial）[131]
- 路易港教区荣休主教莫里斯·皮亚枢机[142]
- 圣塞瓦斯蒂安教区主教费尔南多·普拉多·阿尤索（西班牙语：Fernando Prado Ayuso）[143]
- 科里亚-卡塞雷斯教区主教赫苏斯·普利多·阿里埃罗（西班牙语：Jesús Pulido Arriero）[137]
- 韦韦特南戈教区主教阿尔瓦罗·莱昂内尔·拉马齐尼·伊梅里（英语：Álvaro Leonel Ramazzini Imeri）枢机[b][144]
- 韩国主教团（英语：Catholic Bishops' Conference of Korea）团长李容勳[138]
- 圣萨尔瓦多总教区荣休辅理主教额我略·罗萨·查韦斯枢机[145]
- 马略卡教区主教塞巴斯蒂安·塔尔塔武尔（西班牙语：Sebastià Taltavull）[146]
- 香港教区主教周守仁枢机[b][147]
  - 荣休主教陈日君枢机[148]
- 艾森斯塔特教区主教爱吉迪乌斯·兹希科夫维奇（德语：Ägidius Zsifkovics）[23]

#### 其他
- 促進人類整体發展部（英语：Dicastery for Promoting Integral Human Development）部长弥額尔·切尔尼（英语：Michael Czerny）枢机[b][57]
- 路易港教区副主教乔治·肯尼[142]
- 韩国主教团公共关系部部长林敏均[138]
- 乌兰巴托宗座监牧区宗座监牧乔治·马伦戈（英语：Giorgio Marengo）枢机（代表中亚教徒）[b][149]
- 主教部荣休部长马尔谷·乌埃勒枢机[57]
- 枢机团团长若翰·雷枢机[150]
- 阶梯圣母执事区领衔执事埃梅斯·希莫尼枢机[151]
- 福音傳播部代理部長类思·安多尼·塔格莱枢机[b][121]

#### 东仪天主教

##### 宗主教
- 默基特希腊礼安提约基雅宗主教区宗主教若瑟·阿布斯[152]
- 加色丁礼巴格达宗主教区卡托利科斯宗主教类斯·辣法厄尔一世·萨科枢机[b][131]
- 科普特礼亚历山大宗主教区宗主教易卜拉希姆·伊萨克·西德拉克[153]
- 叙利亚礼安提约基雅宗主教区宗主教依纳爵·尤素福三世（英语：Ignatius Joseph III Yonan）[154]
- 亚美尼亚礼基里基雅宗主教区宗主教辣法耳·伯多禄二十一世·米纳希扬（英语：Raphaël Bedros XXI Minassian）[155]

##### 大总主教
- 叙利亚-玛兰卡礼卡托利科斯暨特里凡得琅大总教区大总主教巴西流·克利米斯·托通克尔枢机[156]
- 叙利亚-玛拉巴礼埃尔纳古勒姆暨安加马利大总教区大总主教拉斐尔·塔蒂尔（英语：Raphael Thattil）[157]
  - 荣休大总主教乔治·阿伦谢雷枢机[158]
- 乌克兰希腊礼首席主教暨基辅-加利奇大总教区大总主教斯维亚托斯拉夫·舍夫丘克[159]

##### 总主教
- 乌克兰希腊礼费城总教区总主教鮑利斯·古德濟阿克（英语：Borys Gudziak）[159]
- 匈牙利希腊礼首席主教暨豪伊杜多罗格总教区总主教彼得·菲利普·柯奇斯（英语：Péter Fülöp Kocsis）[來源請求]
- 斯洛伐克希腊礼普雷绍夫总教区总主教乔纳斯·马克西姆（英语：Jonáš Maxim）[160]
- 鲁塞尼亚希腊礼首席主教暨匹兹堡总教区总主教威廉·查尔斯·斯库拉（英语：William C. Skurla）[161]

##### 都主教
- 埃塞俄比亚首席主教兼埃塞俄比亚礼阿的斯阿贝巴都主教区都主教贝尔哈内耶苏斯·德梅雷乌·苏拉菲尔枢机[b][160]

##### 主教
- 乌克兰希腊礼伦敦圣家教区主教康納·諾瓦科夫斯基（英语：Kenneth Nowakowski）[159]
- 罗马尼亚希腊礼（英语：Romanian Greek Catholic Church）奥拉迪亚马雷教区主教维吉尔·贝尔恰（英语：Virgil Bercea）（代表弗格拉什暨阿尔巴尤利亚大总教区大总主教禄嘉·穆雷尚)[162]
- 乌克兰希腊礼圣伯多禄圣保禄教区主教尼各老·比乔克（英语：Mykola Bychok）枢机[b][159]

##### 其他
- 加色丁礼圣迭戈圣伯多禄教区神父西蒙·埃沙基（代表加色丁礼教徒）[131]
- 乌克兰希腊礼意大利宗座代牧区宗座代牧格里霍里·科马尔（英语：Hryhoriy Komar）[159]
- 宗座宗教协谈理事会主席乔治·雅各伯·科瓦卡德（英语：George Koovakad）枢机[b][163]
- 马龙尼礼教会驻圣座庶务员尤汉娜·拉菲克·瓦尔查（波兰语：Youhanna Rafic Warcha）（代表安提约基雅宗主教区宗主教贝沙拉·布特罗斯·拉伊）[164]

### 其他基督宗教

#### 圣公宗

##### 大主教
- 英格兰圣公会主教长兼约克大主教斯蒂芬·科特雷尔（英语：Stephen Cottrell）[165]
- 前澳大利亚圣公会主教长兼墨尔本大主教（英语：Anglican Archbishop of Melbourne）菲腊·費雅（英语：Philip Freier）[165]
- 普世圣公宗咨议会副主席兼耶路撒冷大主教霍珊‧纳鸿（英语：Hosam Naoum） [165]

##### 主教
- 巴西圣公会（英语：Anglican Episcopal Church of Brazil）主教长兼亚马逊主教马里内斯·桑托斯·巴索托（英语：Marinez Santos Bassotto）[165]
- 欧洲主教（英语：Bishop in Europe）卢伟意（英语：Robert Innes (bishop)）[165]
- 伦敦主教莎拉·马拉利（英语：Sarah Mullally）[165]

##### 其他
- 罗马圣公会中心主任兼坎特伯雷大主教驻圣座代表安东尼·鲍尔（英语：Anthony Ball）[165]
- 普世圣公宗咨议会秘书长（英语：Secretary General of the Anglican Communion）安东尼·波戈（英语：Anthony Poggo）[165]
- 普世圣公宗咨议会主席玛吉·斯温森法政牧师[165]
- 普世圣公会办公室统一、信仰与秩序主任克里斯托弗·威尔斯法政牧师[165]

#### 东正教
- 君士坦丁堡普世牧首巴尔多禄茂[166][167]
- 阿尔巴尼亚总主教（英语：Archbishop of Albania）约翰·佩鲁西（英语：John Pelushi）[130]
- 捷克和斯洛伐克正教会都主教兼普雷绍夫总主教拉斯季斯拉夫·贡特（英语：Rastislav Gont）[168]
- 俄罗斯西欧牧首督主教区（英语：Patriarchal Exarchate in Western Europe (Moscow Patriarchate)）督主教兼俄罗斯正教会对外关系部（英语：Department for External Church Relations of the Moscow Patriarchate）部长安东尼[169][167][170]
- 格鲁吉亚正教会祖格迪迪督主教区（英语：Eparchy of Zugdidi and Tsaishi）督主教兼格鲁吉亚正教会对外关系部部长格拉西姆[171]
- 第比利斯神学院（英语：Tbilisi Theological Academy and Seminary）院长乔治·兹维亚达泽长老[171]

#### 信义宗
- 世界信義宗聯會（英语：Lutheran World Federation）主席兼维堡主教（英语：Bishop of Viborg）亨里克·斯图布克亚尔（英语：Henrik Stubkjær）[172]
- 世界信義宗聯會普世教会关系助理秘书长德克·兰格[172]
- 瑞典信义会主教長兼乌普萨拉大主教尼尔斯·马丁·莫德斯（英语：Martin Modéus）[173]
- 意大利路德宗认信教会（英语：Evangelical Lutheran Church in Italy）代表迈克尔·乔纳斯神父

#### 卫理宗
- 世界循道衛理宗協會（英语：World Methodist Council）主席黛布拉·华莱士-帕吉特主教[174]
- 世界循道衛理宗協會与罗马天主教会联合对话会联合主席兼世界循道衛理宗協會普世及宗教间关系委员会主席埃德加多·科隆-埃默里克[174]
- 加纳卫理公會（英语：Methodist Church Ghana）任命牧师兼全球基督教论坛秘书凯斯莉·埃萨穆阿[174]
- 罗马圣天使桥卫理公会教堂牧师莎拉·梅·加布约[174]
- 世界循道衛理宗協會驻圣座代表兼罗马卫理公会普世办公室主任马修·A·拉弗蒂[174]
- 世界循道衛理宗協會秘书长雷纳尔多·费雷拉·莱昂·内托[174]

#### 东方正统教会
- 安提约基亚和全东方叙利亚东正教会宗主教依纳爵·阿弗雷姆二世·卡里姆[175]
  - 宗主教助理兼媒体办公室主任莫·约瑟夫·巴厘[176]
- 亚历山大科普特正教会都灵和罗马主教巴拿巴（代表教宗暨牧首塔瓦德罗斯二世)[177]
  - 伦敦主教安加洛斯
  - 洛杉矶主教基里洛斯
  - 米兰主教安东尼奥
- 亚美尼亚使徒教会宗主教（英语：Catholicos of All Armenians）加雷金二世（英语：Karekin II）[178][167]
  - 奇里乞亚宗主教（英语：List of Armenian catholicoi of Cilicia）亚兰一世（英语：Aram I）[168]

#### 东方教会
- 东方亚述教会卡多利柯斯宗主教阿瓦三世（英语：Awa III）[168]

#### 普世教会协会
- 普世教会协会秘书长杰里·皮莱（英语：Jerry Pillay）[179]
- 普世教会协会议长海因里希·贝德福德-斯特罗姆（英语：Heinrich Bedford-Strohm）主教[179]

### 其他宗教
- 罗马大清真寺伊玛目纳德·阿卡德[180]
- 罗马首席拉比里卡多·迪塞尼（英语：Riccardo Di Segni）[181][182]
- 意大利伊斯兰社区和组织联盟（英语：Union of Islamic Communities and Organisations in Italy）主席亚辛·拉弗拉姆[183]
- 拜克塔什教团德德巴巴（英语：Bektashi Dedebabate）哈吉巴巴·蒙迪（英语：Baba Mondi）[184]
- 阿尔巴尼亚（英语：Muslim Community of Albania）大穆夫提布贾尔·斯帕希乌（英语：Bujar Spahiu）[2]